# Atentado em Itumbiara em 2016
O atentado em Itumbiara em 2016 foi um ataque comandado por Gilberto Ferreira do Amaral, auxiliar da Secretaria Municipal de Saúde, contra o candidato à prefeitura José Gomes da Rocha, conhecido como Zé Gomes, ocorrido em 28 de setembro.

## História

### Crime
Embora não fosse o alvo, o vice-governador de Goiás, José Eliton, que naquele dia ocupava a função de governador do Estado, em razão de viagem do titular, Marconi Perillo, aos EUA, também foi atingido com um tiro no abdômen. 
O atentado aconteceu quando Zé Gomes participava de uma carreata e, subitamente, foi baleado e morto. Além do candidato a prefeito, foi morto também um policial militar e o próprio atirador.
Assim, o contexto da eleição municipal de Itumbiara em 2016 mudou completamente; já que liderava as pesquisas de intenções de voto. José Gomes da Rocha tentava retornar à prefeitura de Itumbiara, após ser condenado por improbidade administrativa pelo Tribunal Regional Federal da 1ª Região e pelo Superior Tribunal de Justiça (STJ), além do uso de máquina pública em privilégio de Júlio Cezar Vaz de Melo.

### Reações
- Goiás: O governador de Goiás, Marconi Perillo, que estava nos Estados Unidos quando ocorreu o atentado, voltou à capital do estado, Goiânia.[7] Em um anúncio oficial, disse estar em "choque" e completou: "Foi um ato de barbárie política que vitimou a mais expressiva liderança da história de Itumbiara e da Região Sul de Goiás. Com certeza teria seu nome consagrado mais uma vez pelas urnas no próximo domingo, tamanha sua capacidade de aglutinação, de liderança e competência para realizações extraordinárias na administração pública [...] desde que soube da notícia, estou em permanente contato com a assessoria do vice-governador e do ex-prefeito José Gomes. Este ato de covardia e intolerância revela o nível de agressividade vivenciado hoje pela política brasileira e goiana. Infelizmente, este nível de tensão e violência ainda é estimulado".[8][9] No entanto, as investigações mostraram que o atentado não teve motivações políticas.[10]